# Parafia św. Marcina w Mochowie
Parafia pw. Świętego Marcina w Mochowie – parafia należąca do dekanatu tłuchowskiego, diecezji płockiej, metropolii warszawskiej. Parafię erygowano w końcu XIV wieku. 

## Miejsca święte

### Kościół parafialny
Pierwsza wzmianka o kościele pochodzi z 1401 r. Świątynia ta miała trzy ołtarze i była pod wezwaniem św. Wojciecha i Doroty. Istniejący obecnie drewniany kościół pw. Św. Marcina w Mochowie został ufundowany przez Marcina Mochowskiego, konsekrowany 15 października 1684 r. przez Stanisława Całowańskiego, sufragana płockiego, biskupa lacedemońskiego, archidiakona i oficjała generalnego, proboszcza pułtuskiego, sekretarza JKM.
Najprawdopodobniej od imienia fundatora, kościół ten otrzymał wezwanie św. Marcina, choć jeszcze w drugiej połowie XVIII wieku funkcjonowało równolegle wezwanie Matki Boskiej Śnieżnej. Świątynię przebudował w 1780 r. wojski zawkrzeński Teofil Żółtowski, a konsekrował w 1783 r. bp Wojciech Gadomski. Gruntowny remont kościoła miał miejsce w 1876 r.